# Kechi
Kechi ist ein Vorort von Wichita im US-Bundesstaat Kansas im Sedgwick County. Das U.S. Census Bureau hat bei der Volkszählung 2020 eine Einwohnerzahl von 2217 ermittelt. Kechi hat eine Fläche von 3,4 km². Die Bevölkerungsdichte liegt bei 652 Einwohnern je km².

## Geschichte
Im 19. Jahrhundert lebten Indianer im Gebiet der heutigen Stadt. Dort hieß sie noch Kichai. Kichai war auch ein Rastplatz für Cowboys. 1900 hatte Kechi eine Molkerei, ein Postamt, ein Hotel, eine Schule, eine Schmiede, eine Kirche, ein Schuhgeschäft, ein Zugdepot und eine Mühle. 1906 hatte Kechi die erste Arztpraxis.